# Salonino
Publio Licinio Cornelio Salonino (en latín, Publius Licinius Cornelius Saloninus; 242-260) fue hijo del emperador romano Galieno y su esposa Salonina y nieto del emperador Valeriano. Su padre le nombró César y junto con unos generales le encomendó la defensa de la frontera del Rin contra los ataques de las tribus germánicas. No consiguió cumplir con su tarea.
La derrota y asesinato de su abuelo Valeriano y la rebelión occidental contra su padre fueron la causa de su final. Tras un levantamiento de Póstumo, uno de sus generales, fue muerto por este en Colonia en mayo/junio de 259 u otoño de 260.

## Biografía

### Primeros años
Salonino nació alrededor del año 242. Su padre sería el futuro emperador Galieno, su madre Cornelia Salonina, una griega de Bitinia. En 258, Salonino fue nombrado César por su padre (al igual que su hermano mayor Valeriano II, que había muerto alrededor del 258) y enviado a la Galia para asegurarse de que la autoridad de su padre fuera respetada allí (el título César en la nomenclatura imperial indicaba que el titular era el Príncipe heredero y primero en la sucesión después del Augusto, título reservado para el emperador gobernante). Como Valeriano II, que fue nombrado pupilo de Ingenuo, gobernador de las provincias ilirias, Salonino fue puesto bajo la protección del prefecto pretoriano Silvano (también llamado Albano). Como César en la Galia, Salonino tenía su sede principal en Colonia.

### Reinado
Bray conjetura que el nombramiento de Salonino como César, al igual que el de su hermano mayor, Valeriano II, en Iliria, se hizo por instigación de Valeriano I, quien era, simultáneamente, el emperador principal (Augusto) y abuelo de los dos jóvenes Césares. y, como jefe del clan Licinio, ejercía también la patria potestas sobre todos los miembros de la familia imperial, incluido su hijo Galieno, su coemperador (y co-Augusto). Bray sugiere que el motivo de Valeriano al hacer estos nombramientos fue asegurar la sucesión y establecer una dinastía imperial duradera. No sabemos cómo Valeriano imaginó a su nieto interactuando con los gobernadores y comandantes militares existentes de las provincias galas. No hay razón para suponer que alguna vez lo pensó tan sistemáticamente como Diocleciano cuando estableció la tetrarquía, unos treinta años después. Sin embargo, Silvano debe haber sido un experimentado soldado y administrador, y parece haber albergado la idea de que, como guardián de Salonino, debería ejercer una autoridad real en la Galia. Así lo demostraron las circunstancias en las que se peleó con el usurpador Póstumo.
En 260 (probablemente en julio) Silvano (sin duda en nombre de Salonino) ordenó a Póstumo que entregara un botín que las tropas de Póstumo habían tomado de una banda de guerra germana que se dirigía a casa tras una exitosa incursión en la Galia. Sin embargo, los hombres de Póstumo se opusieron violentamente a este intento de hacer cumplir los derechos del representante de un emperador lejano que estaba incumpliendo manifiestamente su deber de proteger las provincias galas. Afirmando lo que probablemente era la costumbre predominante en la frontera, se volvieron contra Salonino y Silvano, quienes luego tuvieron que huir a Colonia con algunas tropas leales. Probablemente fue en este momento cuando Póstumo fue aclamado emperador por su ejército. Montado en el tigre del descontento militar que apenas podía controlar, Póstumo luego sitió a Salonino y Silvano en Colonia.

### Muerte
Galieno, que estaba completamente comprometido en otro lugar, probablemente haciendo campaña en el medio Danubio, no pudo hacer nada para salvar a su hijo, y en ese momento, el abuelo de Salonino, el emperador principal Valeriano, probablemente ya estaba cautivo del rey persa Sapor I. Las tropas de Salonino, en su desesperación, finalmente lo proclamaron emperador, tal vez con la esperanza de que esto indujera al ejército de Póstumo a abandonarlo y unirse a ellos en una apuesta por el Imperio, es decir, contra Valeriano y Galieno. Si esta era realmente su esperanza, se sentirían decepcionados por el evento, ya que el ejército de Póstumo siguió adelante con el asedio y, aproximadamente un mes después, los ciudadanos de la Colonia Agrippina entregaron a Salonino y su guardián a su enemigo. Póstumo no pudo evitar que su ejército los asesinara. A pesar de sus protestas públicas de arrepentimiento, de hecho parece poco probable que Póstumo hiciera un esfuerzo serio para resistir este curso de acontecimientos.
Se desconoce si Galieno estuvo de acuerdo o no con el experimento dinástico de Valeriano. Ciertamente, el asesinato de Salonino, tan poco después de la sospechosa muerte de Valeriano II, parece haber curado a Galieno de cualquier ambición al respecto. Podemos suponer que la madre de Valeriano II, Salonina, habría sido muy infeliz: la muerte de su hijo mayor, Valeriano II, en Iliria bajo la tutela de Ingenuo debió de parecerle que había confirmado sus peores temores de este tipo de arreglo. Ciertamente había resultado ser una locura colocar a muchachos sin experiencia como rehenes de la fortuna y esperar que su relación con la familia imperial sofocara el resentimiento provincial ante la incapacidad percibida del gobierno central para asegurar las fronteras del ataque bárbaro. Durante todo el período de su reinado en solitario, Galieno no hizo ningún esfuerzo por elevar a su tercer hijo, Egnacio Mariniano, a la púrpura imperial o asociarlo de alguna manera con su gobierno del Imperio, aunque permitió que lo eligieran para el cargo mayoritariamente ceremonial de cónsul en 268.